# Saint-Paul-le-Froid
Saint-Paul-le-Froid – miejscowość i gmina we Francji, w regionie Oksytania, w departamencie Lozère.
Według danych na rok 1990 gminę zamieszkiwało 221 osób, a gęstość zaludnienia wynosiła 5 osób/km² (wśród 1545 gmin Langwedocji-Roussillon Saint-Paul-le-Froid plasuje się na 691. miejscu pod względem liczby ludności, natomiast pod względem powierzchni na miejscu 78.).